# Ceropegia mahabalei
Ceropegia mahabalei là một loài thực vật có hoa trong họ La bố ma. Loài này được Hemadri & Ansari mô tả khoa học đầu tiên năm 1971.